# Genčo Hristov
Genčo Hristov (en bulgare : Генчо Рашков Христов), né en 1932, est un ancien joueur bulgare de basket-ball.